# Festa festa
Festa festa è il primo singolo estratto da Tons of Friends, primo album dei Crookers, a cui partecipano Fabri Fibra e Dargen D'Amico. Il singolo è stato distribuito a partire dal 12 febbraio 2010.

## Video musicale
Il videoclip prodotto per Festa festa, diretto dal regista Danxzen, è stato presentato in anteprima su MTV, dove è stato scelto come primo video del programma MTV New Generation, in cui vengono presentati i lavori di artisti emergenti.

## Tracce
Download digitale
1. Festa festa - 3:14
2. Festa - 3:32

## Classifiche
| Classifica (2010) | Posizione massima |
| ----------------- | ----------------- |
| Italia            | 35                |